# Santa Ana, Oaxaca
Santa Ana là một đô thị thuộc bang Oaxaca, Mexico. Năm 2005, dân số của đô thị này là 1697 người.